# 丛花厚壳桂
丛花厚壳桂（学名：Cryptocarya densiflora）为樟科厚壳桂属下的一个种。